# Alexander Károlyi

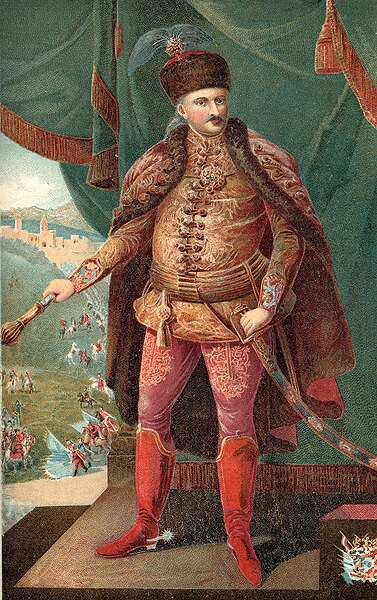
Alexander Károlyi

Alexander Baron Károlyi von Nagykároly, ab 1712 Graf Károlyi von Nagykároly (ungarisch Nagykárolyi gróf Károlyi Sándor; * 20. März 1669 in Nagykároly; † 8. September 1743 in Erdőd) war ein ungarischer Adeliger, Gutsbesitzer und Obergespan von Sathmar. Im antihabsburgischen Kuruzenkrieg war er ab 1710 Oberbefehlshaber der aufständischen Kuruzen unter ihrem Anführer Franz II. Rákóczi. Anschließend handelte er den Frieden von Sathmar aus und warb schwäbische Siedler (Sathmarer Schwaben) an, die sich auf seinen Gütern in der Gegend um Großkarol niederließen. Später dämpfte er Unruhen des ungarischen Adels jenseits der Theiß und wurde 1741 von Kaiserin Maria Theresia zum kaiserlichen Feldmarschall ernannt.

## Herkunft

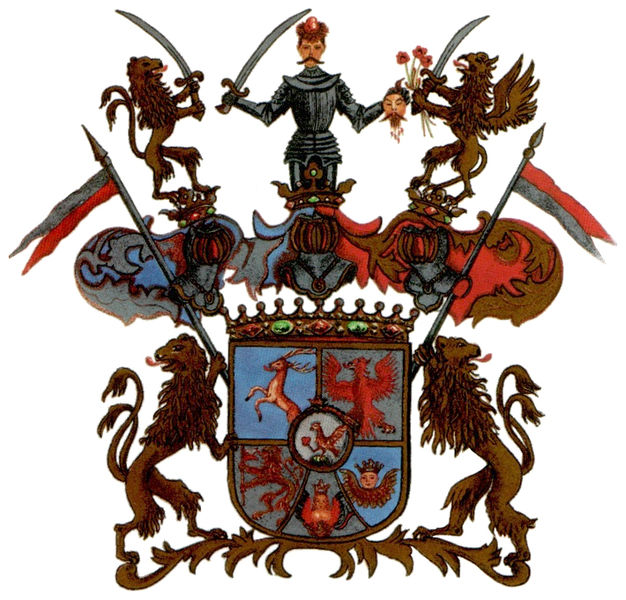
Wappen der Károlyi von Nagykároly

Alexander Károlyi entstammte dem ungarischen Adelsgeschlecht der Károlyi von Nagykároly, einem der ältesten, reichsten und berühmtesten Ungarns. Die Károlyis führen sich auf den ungarischen Stammesfürsten Kund (auch Künd bzw. Kend) zurück, einen der sieben Heerführer der Magyaren zur Zeit der Landnahme. Ihr Stammsitz war ab 1482 das in Oberungarn jenseits der Theiß im Sathmarland gelegene Schloss Károlyi in Nagykároly (heute Carei, Rumänien).

## Leben

### Aufstieg
Alexander Károlyi wurde am 20. März 1668 in Nagykároly (dt. Großkarol; heute Carei, Rumänien) als Sohn von Ladislaus Károlyi (ung. László Károlyi) und dessen zweiter Ehefrau Elisabeth Sennyey (ung. Sennyey Erzsébet) geboren. Er war der einzige männliche Nachkomme und hatte 20 (weibliche) Geschwister. Mit 18 Jahren erhielt er in königlichem Auftrag von seinem Vater Ladislaus die erbliche Obergespanswürde des Komitats Sathmar und war damit Oberhaupt dieser Verwaltungseinheit im Königreich Ungarn. 1697 stellte er sich an die Spitze des Komitats-Banderiums (einer in Kriegszeiten rasch aufgestellten Truppengattung) und bekämpfte im Lande ausgebrochene Aufstände. 1702 sollte er in königlichem Auftrag die Obergespanswürde an seinen Sohn Ladislaus zu übergeben, dieser starb jedoch vorher.

### Kuruzenkrieg

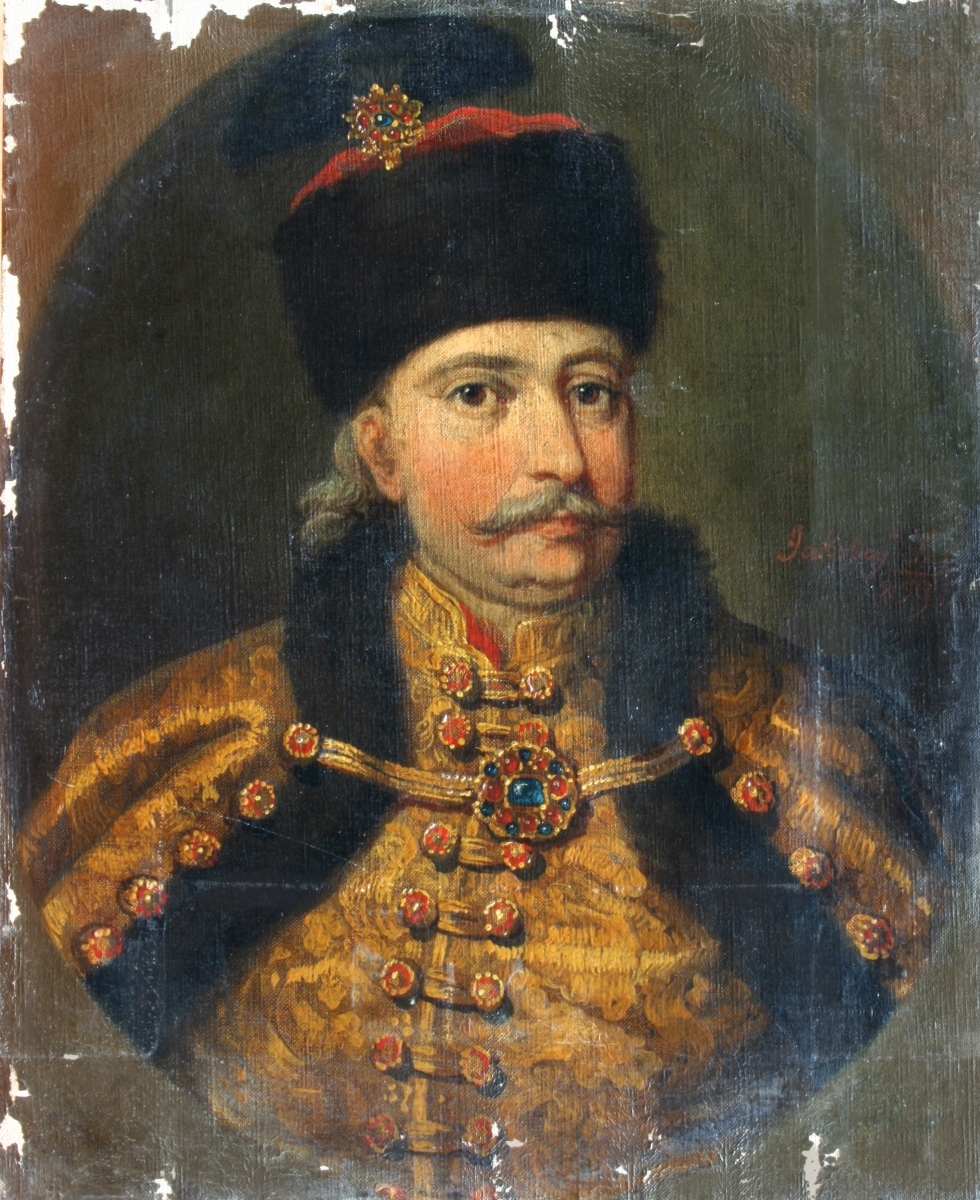
Alexander Károlyi als Oberbefehlshaber der Kuruzen

Nachdem 1703 der antihabsburgische Aufstand von Franz II. Rákóczi ausbrach, zog Károlyi mit seinen Truppen gegen die Aufständischen Kuruzen und besiegte sie in der Schlacht bei Dolha. Als er sich mit einer erbeuteten Kurzen-Fahne nach Wien begab, um dort von seinen Erfolgen gegen die Kuruzen zu berichten wurde er Opfer einer Intrige gegen ihn. Gerüchte wurden in Umlauf gebracht denen zufolge er die Fahne aus einem der Waffenlager Rákóczis genommen habe, um sich damit in Wien zu brüsten. Erbost darüber verließ Károlyi Wien und schloss sich den Aufständischen unter Franz II. Rákóczi an. In seinem Heere kämpfte er ab 1705 erfolgreich jenseits der Theiß und in Siebenbürgen gegen die kaiserlichen Truppen. Jedoch wendete sich das Blatt 1708, nachdem die Kuruzen die Schlacht bei Trentschin und 1710 die Schlacht bei Romhány vernichtend verloren. 1710 wurde Károlyi zwar zum Oberbefehlshaber der Kuruzen ernannt, jedoch mussten er und andere Generäle der Aufständischen erkennen, dass der Frieden nicht mehr militärisch, sondern nur noch mit einem Kompromiss herbeigeführt werden kann. Ein erster Waffenstillstand wurde durch Briefkorrespondenz Károlyis mit dem kaiserlichen General Johann Pállfy am 13. Januar 1711 ausgehandelt. Am 31. Januar trafen sich Pálffy und Rákóczi auf Schloss Vaja zu Friedensverhandlungen. Rákóczi wollte aber die angebotenen Bedingungen, samt Amnestie und Rückerstattung seiner Güter nicht akzeptieren und ging nach Polen, um mit Zar Peter dem Großen Verhandlungen über militärische Unterstützung zu führen. Károlyi wurde von ihm beauftragt die Gespräche mit General Pállfy in die Länge zu ziehen. Pállfy und Károlyi einigten sich aber indessen auf einen Friedensvertrag (Friede von Sathmar) und Károlyi leistete seinen Eid auf den Kaiser ab. Am 27. Januar 1712 wurde er von Kaiser Karl VI. zum Feldherrn-Stellvertreter ernannt und am 5. April in den Grafenstand erhoben.

### Sathmarer Schwaben
Ab 1712 begann Alexander Károlyi mit kaiserlicher Genehmigung Kolonisten aus dem damaligen Königreich Württemberg anzuwerben, um seine durch Krieg, Naturkatastrophen und Epidemien entvölkerte Güter im Sathmarland neu zu besiedeln. Bereits im darauffolgenden Jahr machten sich etwa 1400 Personen aus 330 Familien auf den Weg in das Gebiet um die Stadt Großkarol (ungarisch Nagykároly, rumänisch Carei) im Sathmarerland, wo sie sich zunächst in den Orten Schönthal, Kaplau und Schamagosch niederließen. Die Mehrzahl dieser Auswanderer stammte aus dem württembergischen Oberschwaben nördlich des Bodensees aus dem heutigen Landkreis Biberach. Die Ansiedlung war dennoch nicht staatlich gelenkt, sondern allein durch die Adelsfamilie Károlyi organisiert. Die Siedler erhielten unentgeltlich Ackerboden, Wiesen und Wald und dazu Zugvieh, Getreide und Bauholz. In den ersten Jahren waren sie zudem von Steuern und Frondiensten befreit und durften sich ihre Gemeindeführung selbst wählen.

### Spätere Jahre
Károlyi unterdrückte 1719 antihabsburgische Unruhen und übergab 1721 die Obergespanswürde des Komitats Sathmar seinem Sohn Franz Károlyi.
Als 1741 der ungarische Adel erneut jenseits der Theiß Unruhe stiftete, dämpfte er diese und wurde von Kaiserin Maria Theresia zum kaiserlichen Feldmarschall ernannt.

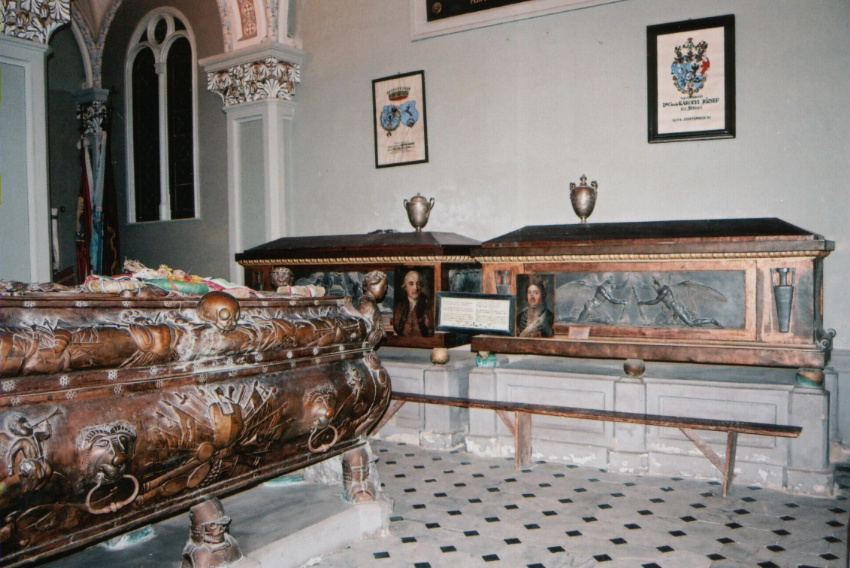
Sarg Alexander Károlyis (vorne links) in der Familienkrypta der Károlyi

### Tod und Begräbnis
Als Alexander Károlyi am 8. September 1743 mit 75 Jahren in Erdőd (dt. Erdeed; heute Ardud, Rumänien) starb, erbte sein einziger Sohn Franz Károlyi (ung. Károlyi Ferenc) seine Güter und Reichtümer. Die letzte Ruhe fand er in der Familienkrypta der Károlyi in Kaplony (dt. Kaplau; heute Căpleni, Rumänien).

## Ehe und Nachkommen
Alexander Károlyi heiratete Gräfin Christine Barkóczy (* 1671; † 1729). Das Paar hatte drei Kinder:
- Ladislaus Károlyi († 1702)
- Clara Károlyi ⚭ Graf Gabriel Haller
- Franz Károlyi (* 1705; † 1758) ⚭ Gräfin Christine Csáky

## Rezeption und Benennungen

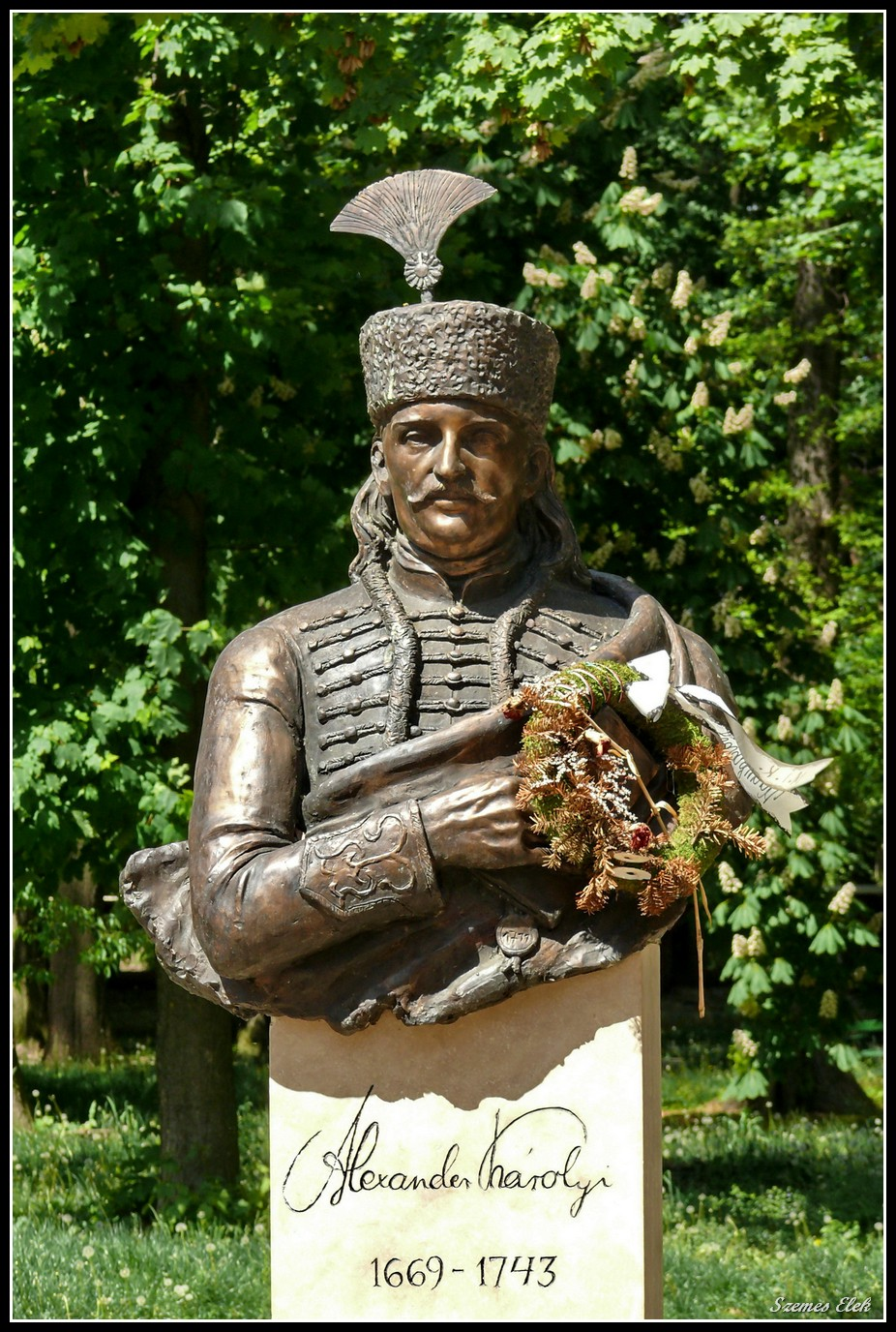
Büste Alexander Károlyis in Carei

Alexander Károlyi war nicht nur als Feldherr, sondern auch für seine wohltätigen Leistungen bekannt. Er erbaute zahlreiche Kirchen, Schulen und Spitäler und ließ seine Untertanen an der Verwaltung teilhaben.
Ihm zu Ehren wurde 2011, 300 Jahre nach dem Frieden von Sathmar, eine Büste im Schlosspark von Carei enthüllt.
In Carei heißt eine Straße nordöstlich des Schlosses ihm zu Ehren Strada gróf Károlyi Sándor.